# Kent McCord
Pour les articles homonymes, voir McCord.
Kent McCord est un acteur et scénariste américain né le 26 septembre 1942 à Los Angeles, Californie (États-Unis).

## Filmographie

### comme acteur
- 1964 : Salut, les cousins (Kissin' Cousins) de Gene Nelson : Extra
- 1964 : L'Amour en quatrième vitesse (Viva Las Vegas) : Extra
- 1964 : Les Jeux de l'amour et de la guerre (The Americanization of Emily) : Soldier
- 1964 : L'Homme à tout faire (Roustabout)
- 1964 : Jerry chez les cinoques (The Disorderly Orderly) : Pre- opening credit hospital Intern
- 1965 : John Goldfarb, Please Come Home
- 1965 : La Stripteaseuse effarouchée (Girl Happy)
- 1967 : Jeunes guerriers (The Young Warriors)
- 1967 : La Course à la vérité (The Outsider) (TV) : Officer Dutton
- 1968 : Ombre sur Elveron (Shadow Over Elveron) (TV)
- 1968 : Les Complices (Jigsaw) de James Goldstone
- 1968 : Did You Hear the One About the Traveling Saleslady?
- 1969 : Dragnet 1966 (TV) : Brewster (hôtel desk clerk)
- 1970 : Cavale pour un magot (Breakout) (TV) : Hunter
- 1972 : Emergency! (TV) : Officer Jim Reed
- 1973 : Beg, Borrow, or Steal (TV) : Lester Yates
- 1976 : Les Têtes brûlées (TV) : (Saison 1 épisode 6, Porté disparu (Presumed Dead), de Larry Doheny) Capitaine Charles Dobson.
- 1977 : Pine Canyon Is Burning (TV) : Capt. William Stone
- 1977 : Telethon (TV) : Tom Galvin
- 1979 : Heaven Only Knows (TV)
- 1980 : Conquest of the Earth (TV) : Troy
- 1982 : Y a-t-il enfin un pilote dans l'avion ? (Airplane II: The Sequel) : Navigator Dave Unger
- 1989 : Unsub (série TV) : Alan McWhirter (1989)
- 1990 : Nashville Beat (TV) : Lieutenant Mike Delaney
- 1990 : MacGyver (saison 6, épisode 11 "Va y avoir du sport !") : Novis Riley
- 1990 : Predator 2 de Stephen Hopkins : Captain B. Pilgrim
- 1992 : Illicit Behavior : Dr. Halperin
- 1993 : Le Retour des morts-vivants 3 (Return of the Living Dead III) : Col. John Reynolds
- 1994 : Pacte criminel (Accidental Meeting) (TV) : Jack Parris
- 1995 : With Criminal Intent
- 1997 : La Météorite du siècle (Doomsday Rock) (TV)
- 1999 : Farscape (TV) : Jack Crichton
- 2000 : Woman's Story : Buckley Warner
- 2001 : Megiddo: The Omega Code 2
- 2002 : Run Ronnie Run (en) de Troy Miller : Rescue Show Announcer
- 2005 : Tides of War (TV) : Vice Admiral Sommerville

### comme scénariste
- 1990 : Nashville Beat (TV) : Lieutenant Mike Delaney